# Пайні-Маунтен (Вірджинія)
Пайні-Маунтен (англ. Piney Mountain) — переписна місцевість (CDP) в США, в окрузі Албемарл штату Вірджинія. Населення — 1880 осіб (2020).

## Географія
Пайні-Маунтен розташоване за координатами 38°9′44″ пн. ш. 78°24′40″ зх. д. / 38.16222° пн. ш. 78.41111° зх. д. (38.162134, -78.411071).  За даними Бюро перепису населення США в 2010 році переписна місцевість мала площу 3,04 км², з яких 2,97 км² — суходіл та 0,07 км² — водойми.

## Демографія
Згідно з переписом 2010 року, у переписній місцевості мешкало 1130 осіб у 428 домогосподарствах у складі 297 родин. Густота населення становила 372 особи/км².  Було 452 помешкання (149/км²).
Расовий склад населення:
| - 61,5 % — білих - 27,1 % — чорних або афроамериканців - 2,7 % — азіатів - 0,2 % — корінних американців - 3,3 % — осіб інших рас |

До двох чи більше рас належало 5,2 %. Частка іспаномовних становила 7,3 % від усіх жителів.
За віковим діапазоном населення розподілялося таким чином: 28,4 % — особи молодші 18 років, 66,6 % — особи у віці 18—64 років, 5,0 % — особи у віці 65 років та старші. Медіана віку мешканця становила 34,5 року. На 100 осіб жіночої статі у переписній місцевості припадало 94,2 чоловіків;  на 100 жінок у віці від 18 років та старших — 82,2 чоловіків також старших 18 років.
Середній дохід на одне домашнє господарство  становив 70 466 доларів США (медіана — 56 902), а середній дохід на одну сім'ю — 70 810 доларів (медіана — 60 528). За межею бідності перебувало 6,1 % осіб, у тому числі 4,1 % дітей у віці до 18 років та 0,0 % осіб у віці 65 років та старших.
Цивільне працевлаштоване населення становило 822 особи. Основні галузі зайнятості: освіта, охорона здоров'я та соціальна допомога — 28,5 %, науковці, спеціалісти, менеджери — 18,2 %, роздрібна торгівля — 16,4 %.